# Luftvapen (skjutvapen)

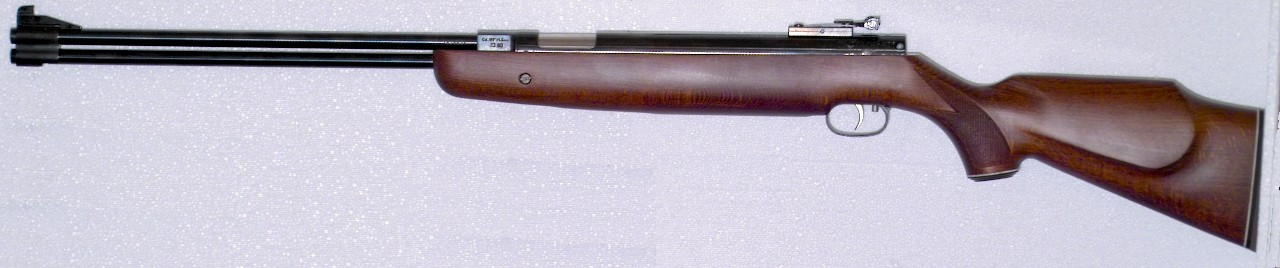
Ett luftgevär av modell Weihrauch HW 77K.

Med luftvapen menas vanligtvis luftgevär och luftpistoler där projektilens drivkraft är komprimerad gas.  Dessa är handeldvapen främst tillverkade för att slunga iväg projektiler i form av stålrundkulor eller diabolokulor. Luftvapen används bland annat för tävlingsskytte på kortare skjutavstånd, ofta tio meter. Kalibern är oftast 4,5 mm, men på senare tid har även 5,5 mm börjat användas. Vanligast förekommande kulhastigheter på licensfria luftgevär med 4,5 mm kaliber är 100-200 m/s.

## Historia
Uppfinnaren av luftgeväret är omtvistad, men uppges vara Guter i Nürnberg omkring 1430. Men även Lobsinger i samma stad sade sig ha gjort samma uppfinning omkring 1560, och ett sådant vapen finns bevarat i Livrustkammaren, och det torde vara världens äldsta bevarade luftgevär.[källa behövs]

## Allmänt
Man brukar ofta benämna luftvapen efter dess tekniska utföranden:
- Fjäderluftvapen: Har en tryckfjäder som pressas ihop vid laddning för att därefter frigöras med avtryckarmekanismen vid skottlossning. Fjädern pressar fram en kolv genom en cylinder varvid ett högt lufttryck uppstår, något som i sin tur driver ut kulan genom vapenpipan. Exempel på fjäderluftvapen är flera modeller från tillverkarna BSA, El Gamo och Diana.[källa behövs]

- Kolsyredrivna vapen: Består av en behållare med koldioxid ("kolsyra", CO2) och en ventilanordning som släpper ut en liten mängd CO2 vid varje skott. Gasen koldioxid följer (som alla gaser) den allmänna gaslagen om gasers volym vid olika temperaturer, och följaktligen skjuter dessa vapen bättre varma dagar än kalla dagar.

- Pneumatiska luftvapen: Har en kolv som vid laddning komprimerar luft i en cylinder/behållare. Vid skottlossning öppnas en ventil och den komprimerade luften frigörs eller "släpps lös". Exempel på pneumatiska luftvapen är de svenska pumpluftgevären från tillverkaren Excellent och gevär från amerikanska tillverkarna Sheridan och Benjamin.[källa behövs]

- PCP-vapen (Pre-Charged Pneumatic): Har en trycksatt tub som pumpas upp med en handpump eller trycksätts via till exempel en dykartub. PCP-gevär håller vanligtvis ett tryck på ca 200 bar, tillräckligt för omkring 30-50 skott beroende på vald utgångshastighet. Vid skottlossning slår en hammare på en ventil i tuben vilket frigör inställd mängd luft på bössan.

Vanligaste kalibrarna är 4,5 mm (0.177") och 5,5 mm (0.22") men även 6,35 mm (0.25") förekommer. Äldre kaliber .22-gevär behöver dock faktiska .22-kulor, d.v.s. 5,6 mm. Detta gäller särskilt luftgevär från tillverkaren Webleys.[källa behövs]
Ammunitionen som används till luftgevär är oftast stålrundkulor, runda hagel i kaliber 4,4 mm, eller så kallade diabolokulor i olika utföranden. Man beräknar kulornas vikt i grain. En 4,5 mm-kula väger ungefär 7–10 grain (0,5 gram), en 5,5 mm-kula väger ungefär det dubbla.

## Användning

### Sportskytte
Luftgevär används inom sportskytte. Luftgevär skjuts ofta på tio meters avstånd, en tävlingsform som ingått för både herrar och damer i Olympiska spelen sedan 1984. Det förekommer dock även andra tävlingsformer, bland annat Field Target.

### Jakt
Luftgevär används i viss utsträckning vid jakt i Sverige, främst vid skyddsjakt på mindre skadedjur som t.ex. vissa gnagare och vissa fåglar. För att ett luftgevär ska få användas för jakt krävs att kalibern är minst 5,5 mm (.22″) och att anslagsenergin är på minst 150 joule. Dessutom måste ammunitionen vid jakt med luftgevär vara konstruerad för att expanderas/deformeras.

## Juridik
I Sverige är luftvapen licensfria förutsatt att de är effektbegränsade, vilket innebär att effekten/anslagsenergin fyra meter från pipan är max 10 joule (3 joule om vapnet är helautomatiskt).
Den som är under 18 år får inte använda ett luftvapen utan övervakande vuxen person. Regeln gäller i hela Sverige, även på privat mark. Den som är över 18 år får äga och använda effektbegränsade luftvapen.

## Galleri

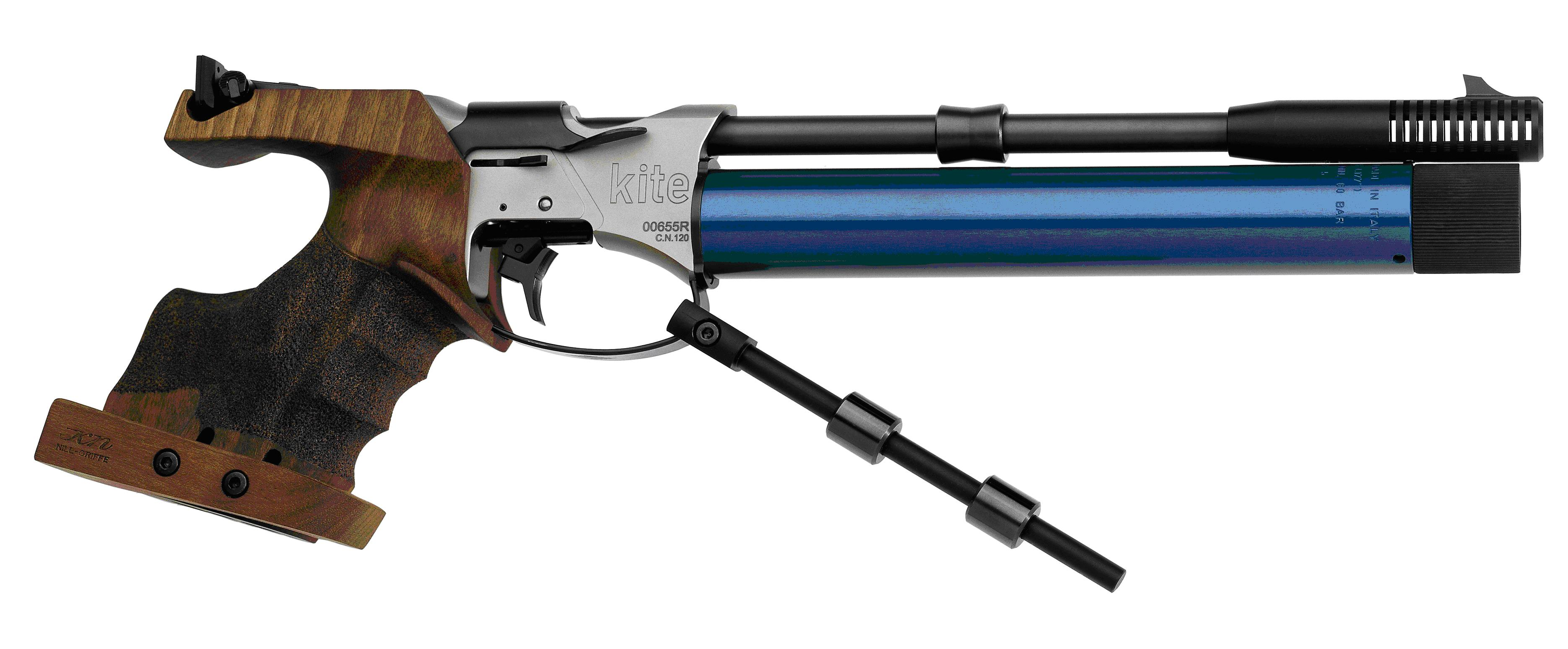
Benelli Kite, tävlingspistol.
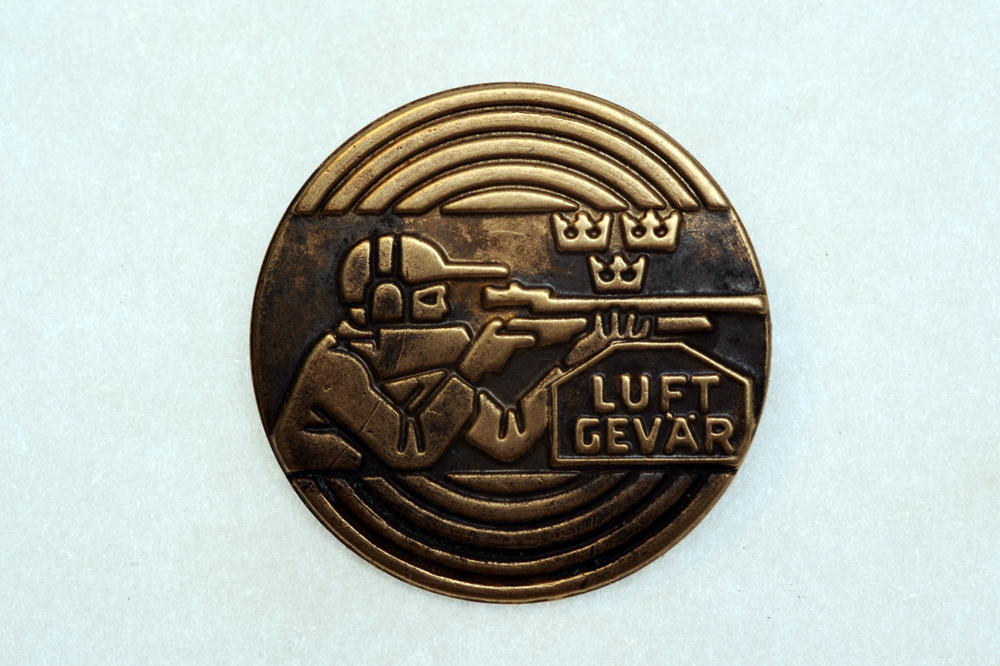
Svenskt luftgevärsmärke.
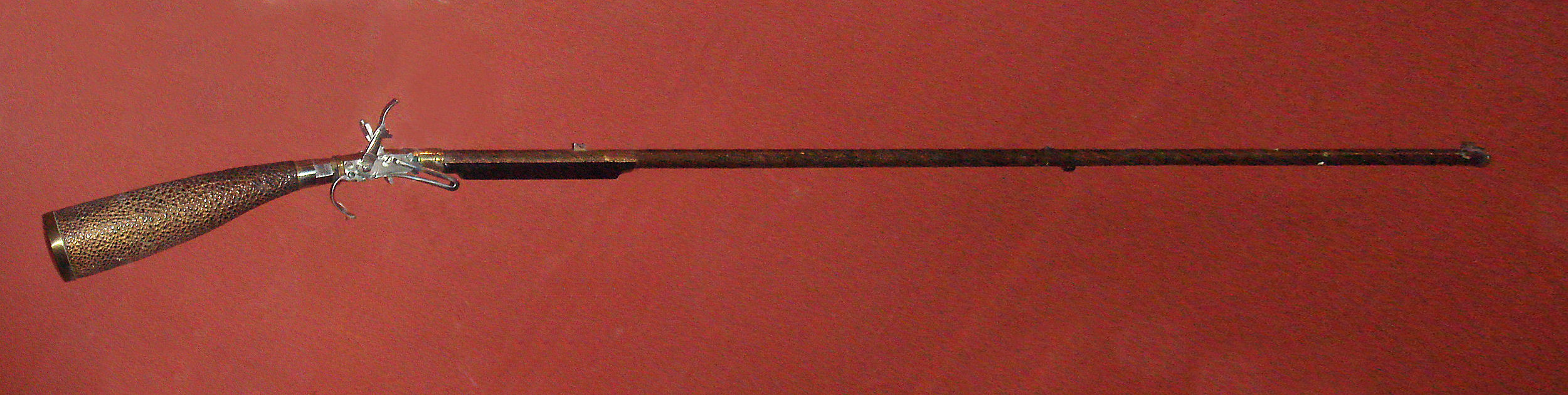
Japanskt luftgevär konstruerat av Kunitomo, 1820-1830. Musee de l'Armee, Paris.
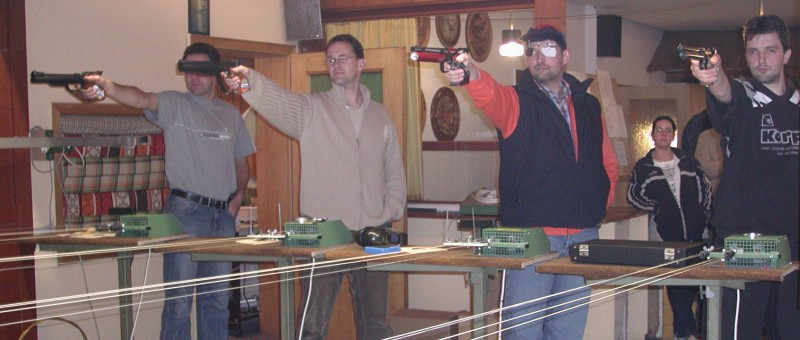
Tävlingsskytte med luftpistol.
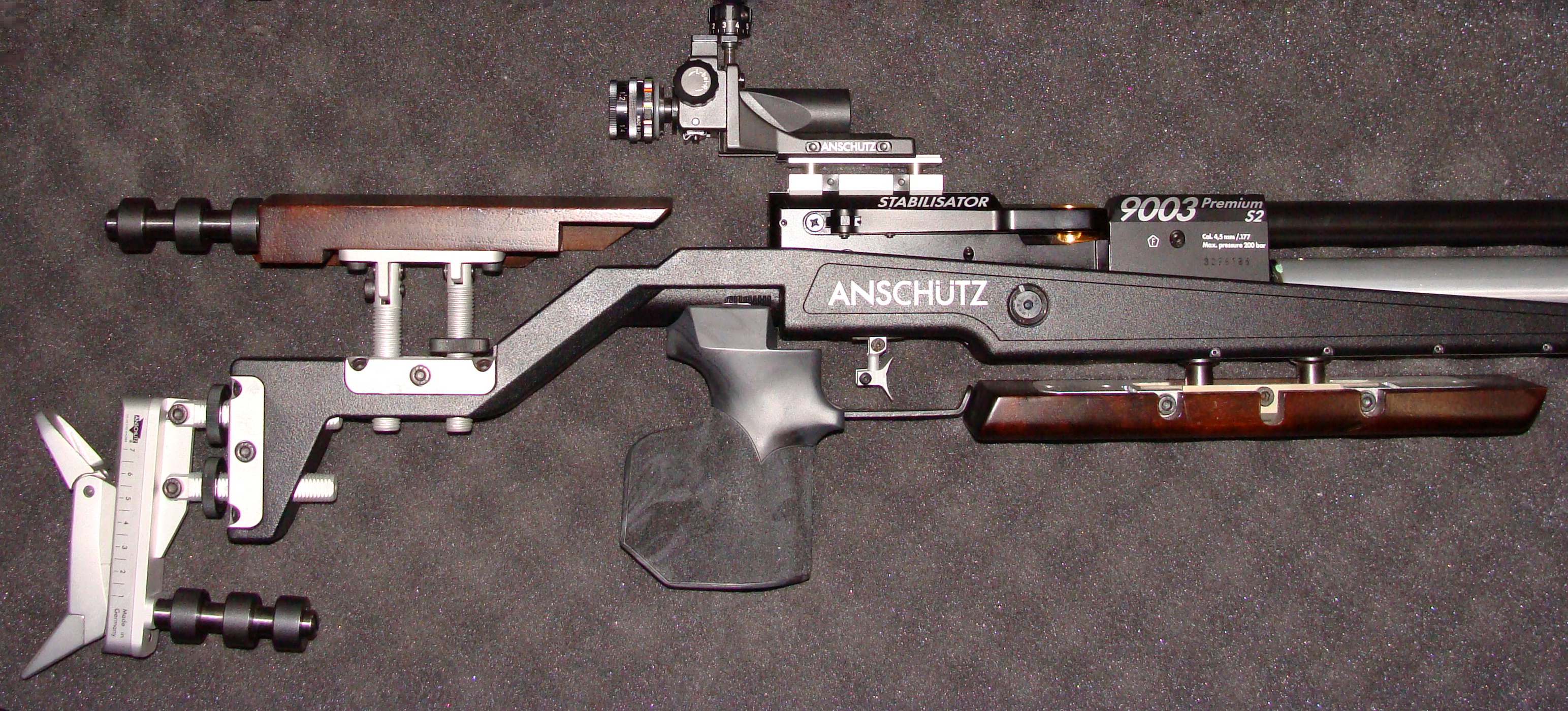
Tävlingsvapen.